# Melanophryniscus rubriventris
Melanophryniscus rubriventris là một loài cóc thuộc họ Bufonidae.
Loài này có ở Argentina và Bolivia.
Môi trường sống tự nhiên của chúng là rừng khô nhiệt đới hoặc cận nhiệt đới, vùng núi ẩm nhiệt đới hoặc cận nhiệt đới, sông ngòi, vườn nông thôn, rừng thoái hóa nghiêm trọng, và kênh đào và mương rãnh.